# Aphrodita defendens
Aphrodita defendens är en ringmaskart som beskrevs av Chamberlin 1919. Aphrodita defendens ingår i släktet Aphrodita och familjen Aphroditidae. Inga underarter finns listade i Catalogue of Life.